# AM (アークティック・モンキーズのアルバム)
『AM』（エーエム）は、イギリスのロックバンド、アークティック・モンキーズのアルバムである。

## 概要
イギリスでは5連続で1位を獲得。アメリカは6位を、（フェイヴァリット・ワースト・ナイトメアー以来）日本のオリコンチャートは10位（ハムバグ以来のトップ10入り）を記録した。
iTunesチャートでは23ヶ国で1位、オリコン洋楽チャートも1位を獲得。
『ローリング・ストーン』誌が選んだ「歴代最高のアルバム500選」において346位に選ばれている。

## 収録曲
1. ドゥ・アイ・ワナ・ノウ? - Do I Wanna Know?
2. アー・ユー・マイン? - R U Mine?
3. ワン・フォア・ザ・ロード - One for the Road
4. アラベラ - Arabella
5. アイ・ウォント・イット・オール - I Want It All
6. ナンバー・ワン・パーティ・アンセム - No. 1 Party Anthem
7. マッド・サウンズ - Mad Sounds
8. ファイアサイド - Fireside
9. ワイド・ユー・オンリー・コール・ミー・ホェン・ユア・ハイ? - Why'd You Only Call Me When You're High?
10. スナップ・アウト・オブ・イット - Snap Out of It
11. ニー・ソックス - Knee Socks
12. アイ・ワナ・ビー・ユアーズ - I Wanna Be Yours
13. 2013 - 2013

2013は日本盤ボーナストラック。

## パーソナル
- アレックス・ターナー - ボーカル、ギター
- ジェイミー・クック - ギター
- マット・ヘルダース - ドラム
- ニック・オマリー - ベース

## アディショナル・ミュージシャン
- ジェイムズ・フォード - キーボード（3,6～12）、タンバリン
- ジョシュ・オム - バッキング・ボーカル(3,11)
- ビル・レイダー-ジョーンズ - アディショナル・ギター(ファイアサイド)
- ピーター・トーマス - パーカッション(マッド・サウンズ)